# Alan Blinder
Alan Stuart Blinder, né le 14 octobre 1945, est un économiste américain, professeur au département économie de l'université de Princeton. Il est codirecteur du Princeton’s Center for Economic Policy Studies, qu'il a fondé en 1990. 

## Biographie

### Jeunesse et études
Blinder a étudié l'économie à Princeton dont il est sorti diplômé avec la mention summa cum laude en 1967. Puis, il a suivi des cours à la London School of Economics avant de passer son doctorat au Massachusetts Institute of Technology en 1971.

### Parcours professionnel
Blinder a été directeur assistant du Congressional Budget Office (qui joue un rôle proche de celui de la cour des comptes en France) et membre du Comité des conseillers économiques du président des États-Unis Bill Clinton. Il a été aussi vice-président du bureau des gouverneurs du système de réserve fédéral de 1994 à 1996. Durant la campagne présidentielle de 2004 il a été un des conseillers de John Kerry. 
Avec Ronald Oaxaca, il développe une méthode statistique permettant d'expliquer les différences salariales : la décomposition de Blinder-Oaxaca. 

## Travaux majeurs
- After the Music Stopped: The Financial Crisis, the Response, and the Work Ahead: The Penguin Press, 24 janvier 2013
- The Quiet Revolution / Alan S. Blinder，144 pages: Yale University Press (10 avril 2004)
- Downsizing in America: Reality, Causes, And Consequences(with William J. Baumol) (Paperback - Mar 31, 2005)
- The fabulous decade: macroeconomic lessons from the 1990s (with Janet L. щYellen) New York: The Century Foundation Press, c2001
- Asking About Prices: A New Approach to Understanding Price Stickiness
- Central Banking in Theory and Practice
- Growing Together: An Alternative Economic Strategy for the 1990s
- Paying for Productivity
- Macroeconomics Under Debate (Hardcover - Mar 1, 1990)
- Inventory Theory and Consumer Behavior
- Hard Heads, Soft Hearts:  Tough‑Minded Economics for a Just Society
- Economics:  Principles and Policy (with William Baumol)
- Economic Opinion, Private Pensions and Public Pensions: Theory and Fact
- Economic Policy and the Great Stagflation. New York: Academic Press, c1979.
- Natural Resources, Uncertainty and General Equilibrium Systems:  Essays in Memory of Rafael Lusky
- Toward an Economic Theory of Income Distribution